# Smilax minarum
Smilax minarum är en enhjärtbladig växtart som beskrevs av A.Dc. Smilax minarum ingår i släktet Smilax och familjen Smilacaceae. Inga underarter finns listade.